# NGC 5
NGC 5 (de asemenea și MCG 6-1-13, UGC 62 și PGC 595) este o galaxie eliptică din constelația Andromeda. 